# Hamza Choudhury
Hamza Dewan Choudhury (Loughborough, 1 de outubro de 1997) é um futebolista bengali nascido no Reino Unido que joga como médio. Atualmente joga pelo Leicester City, e pela Seleção Bengali de Futebol.

## Carreira
Choudhury começou sua carreira na Leicester City Academy e, aos 16 anos, foi monitorado por vários dos melhores clubes europeus. Ele juntou-se ao líder da Liga One, Burton Albion, em um acordo de empréstimo de um mês em 27 de fevereiro de 2016. Ele fez a sua estraia na Liga de Futebol Inglesa mais tarde no mesmo dia, chegando aos 77 minutos para substituir Tom Naylor em um empate de 0-0 com Walsall no Pirelli Stadium . Em 6 de agosto de 2016, Choudhury assinou outro contrato de empréstimo com Burton Albion para a temporada 2016–17. No mesmo dia, Choudhury participou no primeiro jogo do Burton Albion no Campeonato da Liga de Futebol Inglesa, com uma assistência na derrota por 4–3 contra o Nottingham Forest.
Em 19 de setembro de 2017, Choudhury estreou pelo Leicester City como substituto aos 82 minutos de uma vitória na terceira rodada da EFL Cup contra o Liverpool. Em 28 de novembro de 2017, Choudhury fez sua estreia na Primeira Liga pelo Leicester como substituto aos 83 minutos de uma vitória em casa contra o Tottenham. Sua primeira partida na Premier League aconteceu em 14 de abril de 2018, em uma derrota por 2–1 contra o Burnley.

## Seleção Inglesa
Em 26 de maio de 2018, Choudhury fez a sua estreia na Seleção Inglesa de Futebol Sub-21, como substituto durante a vitória de 2–1 contra a China Sub-21 no Torneio de Toulon de 2018. Choudhury começou a jogar para a Inglaterra na próxima partida do torneio, empatando 0-0 contra o México.
Em 27 de maio de 2019, Choudhury foi incluído na lista de 23 jogadores da Inglaterra para o Campeonato da Europa de Sub-21 de 2019 mas recebeu um cartão vermelho por causa de um ataque imprudente durante a segunda metade da partida com uma derrota contra a França em Cesena.

## Vida pessoal
O pai de Choudhury é granadino e a sua mãe é descendente de Bangladesh. Quanto à sua etnia, Hamza declarou: "Os meus pais são de Bangladesh e eu fui criado numa família asiática, mas tenho sangue caribenho em mim, porque o meu pai é da Granada. Nós temos uma família enorme".
Em abril de 2019 ele pediu desculpas por tweets ofensivos históricos. Mais tarde ele foi acusado de má conduta pela FA, e multado em £5.000 e colocado em um curso educacional.
Teve um filho com a parceira em 2018.

## Estatísticas
Atualizado até 21 de Maio 2022.
| Equipe                     | Temporada         | Liga                                  | Liga  | Liga  | Copa da Inglaterra | Copa da Inglaterra | Copa da Liga Inglesa | Copa da Liga Inglesa | Outros torneios | Outros torneios | Total | Total |
| Equipe                     | Temporada         | Divisão                               | Jogos | Golos | Jogos              | Golos              | Jogos                | Golos                | Jogos           | Golos           | Jogos | Golos |
| -------------------------- | ----------------- | ------------------------------------- | ----- | ----- | ------------------ | ------------------ | -------------------- | -------------------- | --------------- | --------------- | ----- | ----- |
| Leicester City             | 2015–16           | Primeira Liga                         | 0     | 0     | 0                  | 0                  | 0                    | 0                    | 0               | 0               | 0     | 0     |
| Leicester City             | 2016–17           | Primeira Liga                         | 0     | 0     | 0                  | 0                  | 0                    | 0                    | 0               | 0               | 0     | 0     |
| Leicester City             | 2017–18           | Primeira Liga                         | 8     | 0     | 0                  | 0                  | 1                    | 0                    | 0               | 0               | 9     | 0     |
| Leicester City             | 2018–19           | Primeira Liga                         | 9     | 0     | 1                  | 0                  | 2                    | 0                    | 0               | 0               | 12    | 0     |
| Leicester City             | 2019–20           | Primeira Liga                         | 20    | 1     | 4                  | 0                  | 5                    | 0                    | 0               | 0               | 29    | 1     |
| Leicester City             | 2020–21           | Primeira Liga                         | 10    | 0     | 3                  | 0                  | 1                    | 0                    | 8               | 1               | 22    | 1     |
| Leicester City             | 2021–22           | Primeira Liga                         | 7     | 0     | 1                  | 0                  | 1                    | 0                    | 4               | 0               | 13    | 0     |
| Leicester City             | Total             | Total                                 | 54    | 1     | 9                  | 0                  | 10                   | 0                    | 12              | 1               | 85    | 2     |
| Burton Albion (empréstimo) | 2015–16           | Liga One                              | 13    | 0     | 0                  | 0                  | 0                    | 0                    | 0               | 0               | 13    | 0     |
| Burton Albion (empréstimo) | 2016–17           | Campeonato da Liga de Futebol Inglesa | 13    | 0     | 0                  | 0                  | 2                    | 0                    | 0               | 0               | 15    | 0     |
| Burton Albion (empréstimo) | Total             | Total                                 | 26    | 0     | 0                  | 0                  | 2                    | 0                    | 0               | 0               | 28    | 0     |
| Total de carreira          | Total de carreira | Total de carreira                     | 80    | 1     | 9                  | 0                  | 12                   | 0                    | 12              | 1               | 113   | 2     |

## Títulos
Leicester City
- Copa da Inglaterra: 2020–21
- Supercopa da Inglaterra: 2021
- EFL Championship: 2023-24

Inglaterra Sub-21
- Torneio de Toulon: 2018[19]